# 不良貸款
不良贷款是指借款人向銀行借款後有可能逾期还款或無法全额还款。不良贷款是银行业面临的一大挑战，因为它降低了银行的盈利能力，不良貸款经常被认为是阻止银行向企业和消费者提供更多贷款的一大因素，从而使经济增长放缓。